# Ayuntamiento de Sídney
El Ayuntamiento de Sídney es un monumento de arenisca situado en Sídney, Nueva Gales del Sur, Australia. Se sitúa frente al Queen Victoria Building y al lado de la Catedral de San Andrés. Se sitúa por encima de la concurrida Estación Town Hall, entre la zona de cines de George Street y el distrito financiero. Los escalones del Ayuntamiento son un lugar de encuentro popular.

## Historia y descripción
El Ayuntamiento se construyó en la década de 1880 (en el lugar de un antiguo cementerio) con arenisca de Sídney en el grandioso estilo Segundo Imperio victoriano, y se ha descrito como «un edificio ricamente ornamentado con una torre focal y techos extravagantes». Es el único edificio no religioso de la ciudad que mantiene su función e interior original. El edificio contiene la Cámara del Ayuntamiento de Sídney, salas de recepción, el Centennial Hall y las oficinas del Alcalde y los concejales. El Centennial Hall (sala principal) contiene el Gran Órgano del Ayuntamiento de Sídney, el órgano de tubos con acción tubular-neumática más grande del mundo, construido entre 1886 y 1889 e instalado en 1890 por la empresa inglesa de William Hill & Son. Este órgano posee uno de los solo dos registros de 64′ del mundo. Antes de la apertura de la Ópera de Sídney y su sala de conciertos, el Ayuntamiento era la mejor sala de conciertos de Sídney, y se realizaban muchas actuaciones allí.
En los últimos años, se ha descubierto que el Ayuntamiento se encuentra sobre parte de un cementerio. En 2008 y 2009 se realizaron renovaciones, principalmente para mejorar los sistemas mecánicos, hidráulicos, eléctricos y de comunicaciones del edificio. La renovación, realizada por la constructora de Sídney Kell & Rigby, incluyó la retirada de 6000 metros cúbicos de arenisca bajo el edificio. El Ayuntamiento está registrado en el Register of the National Estate y forma parte del importante grupo de patrimonio del Ayuntamiento, que también contiene el Queen Victoria Building, la Catedral de San Andrés, el Gresham Hotel y el antiguo Bank of New South Wales.

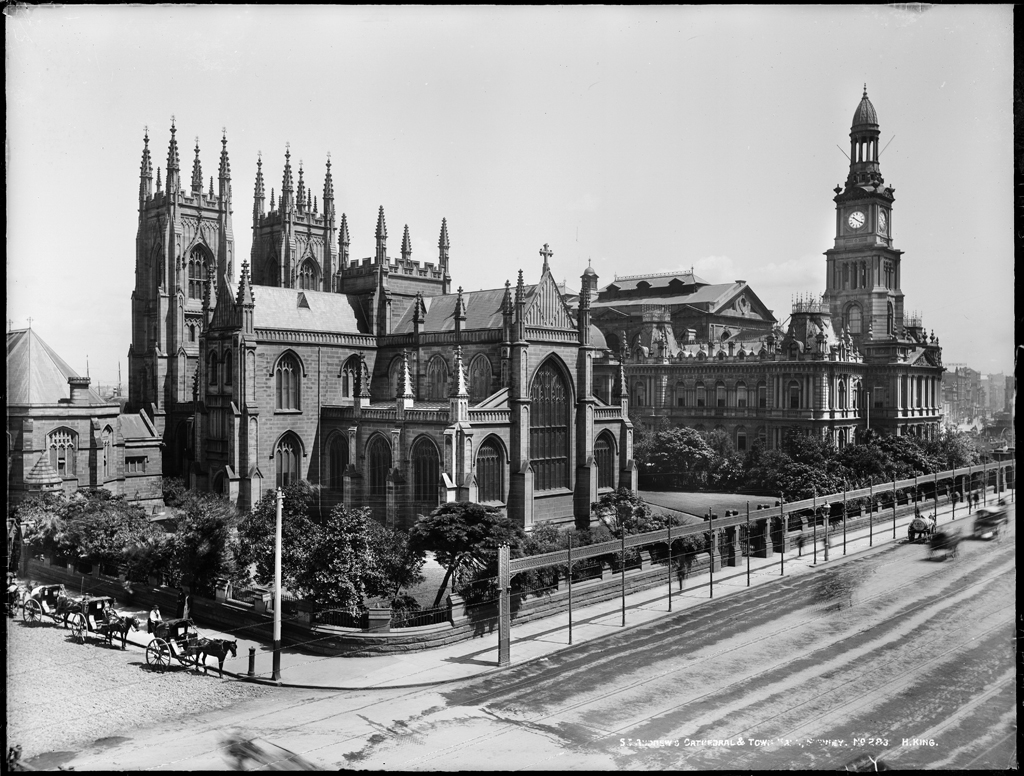
El Ayuntamiento de Sídney a comienzos de la década de 1900, con la Catedral de San Andrés a la izquierda.

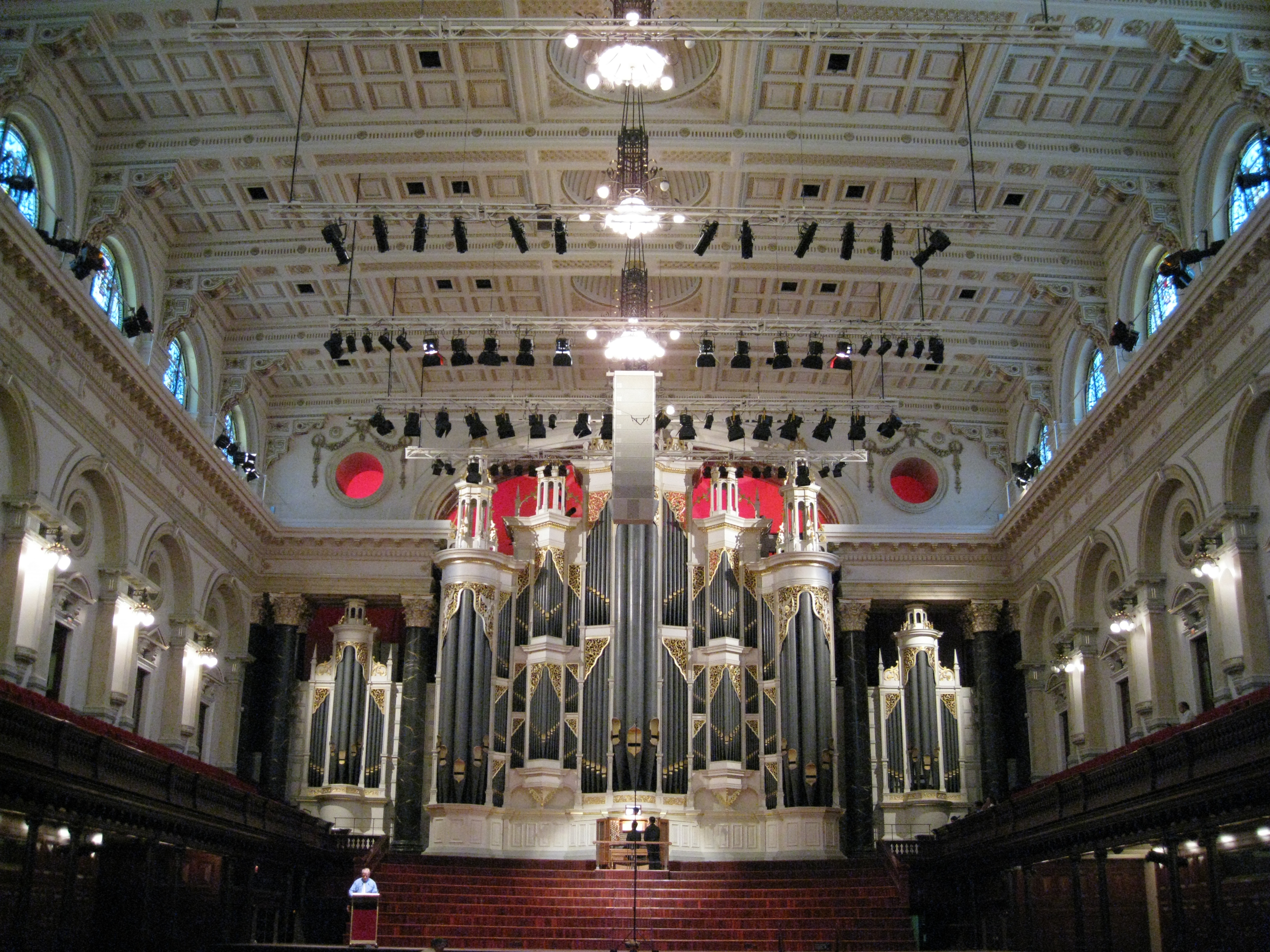
El Centennial Hall con el gran órgano
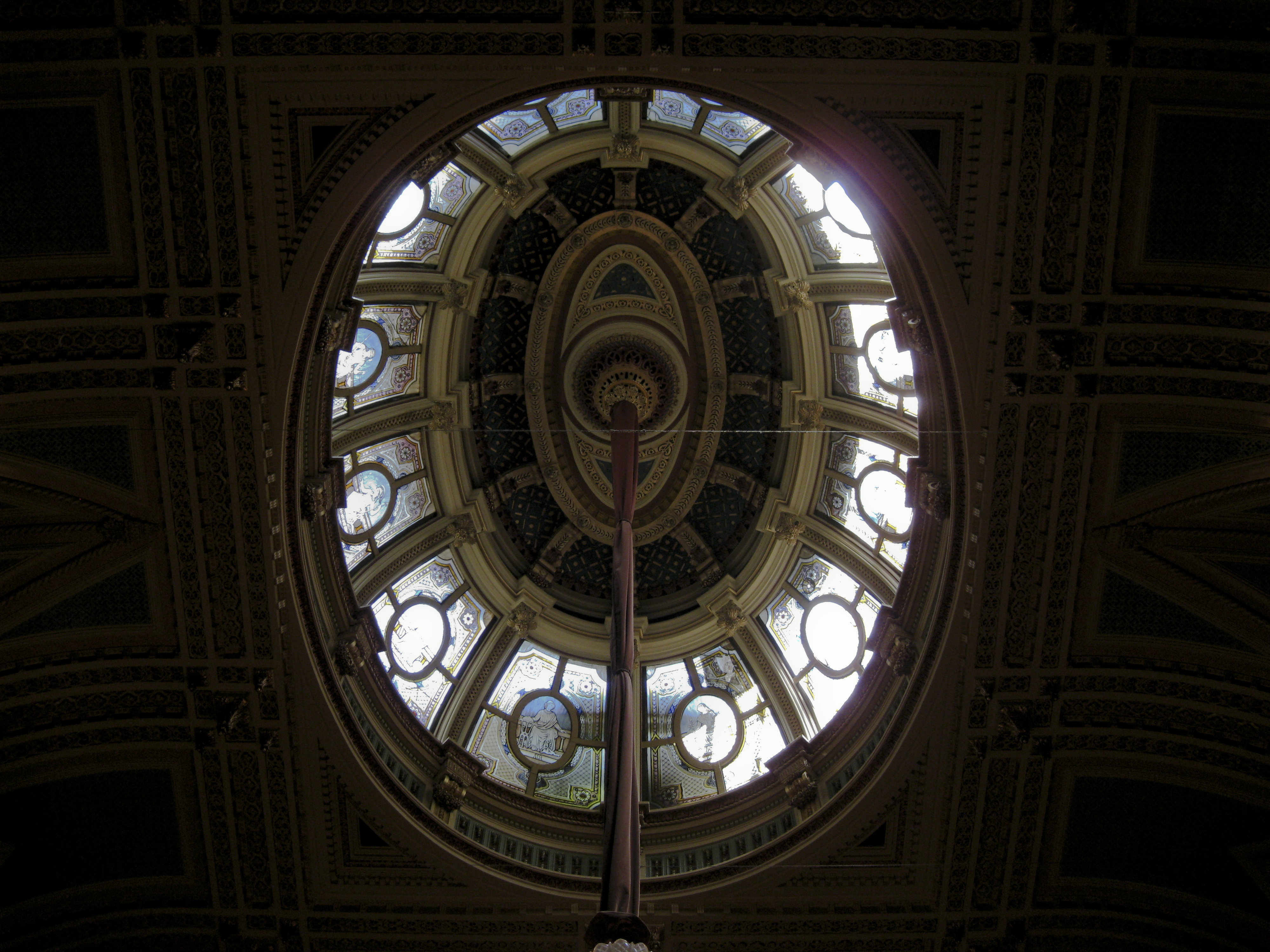
El techo abovedado
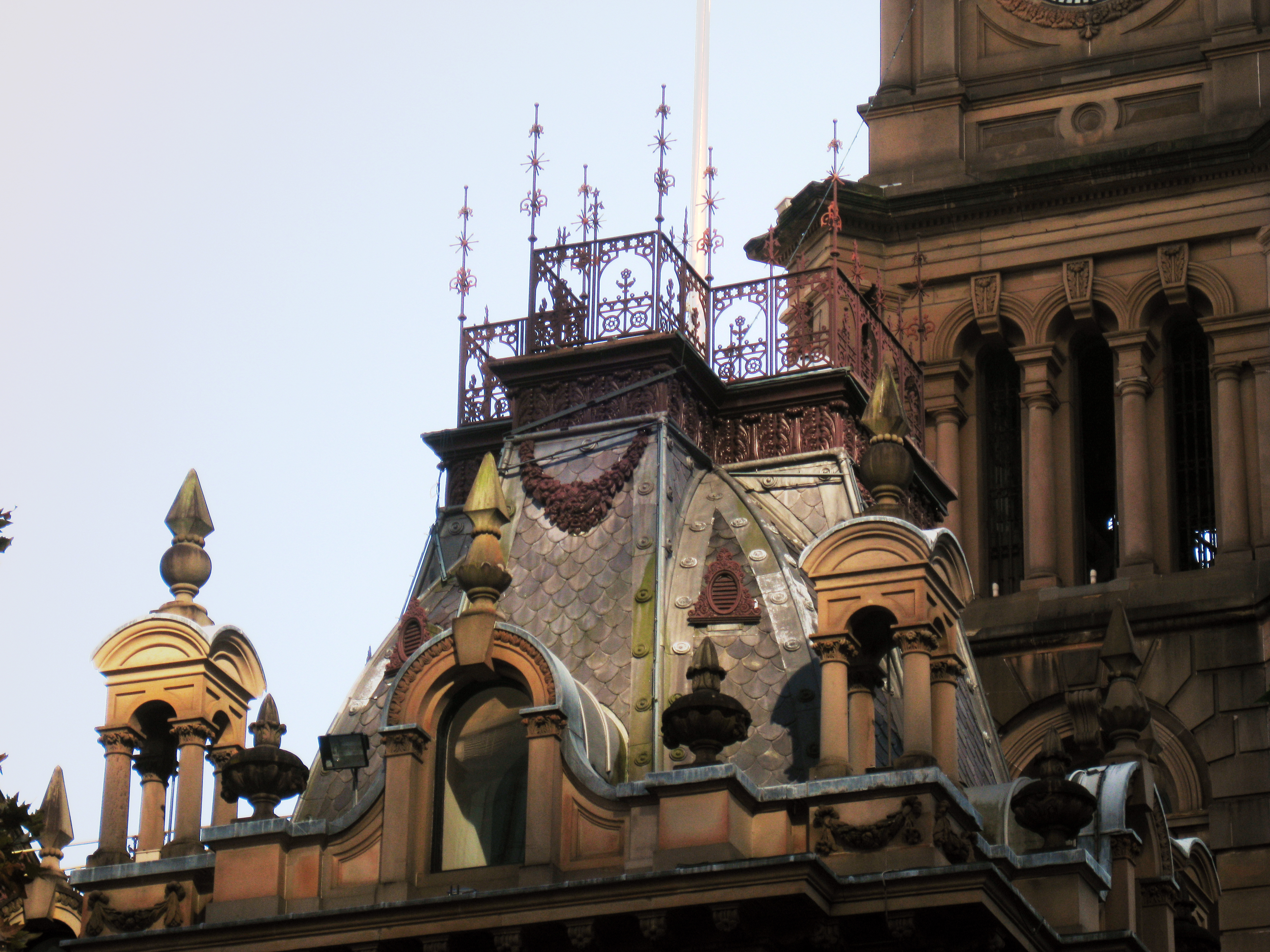
Detalle de uno de los techos
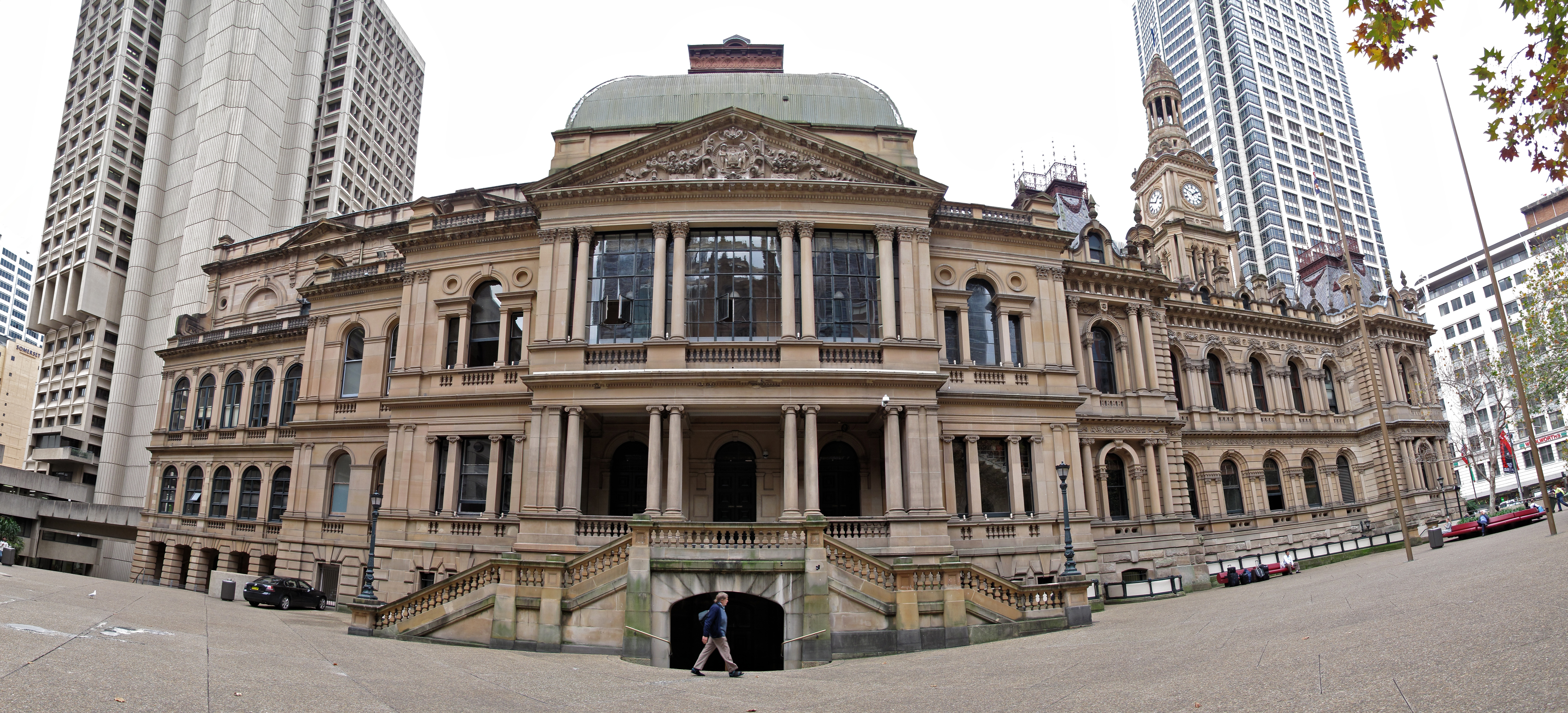
Lado sur del edificio